# 塔夏尔岭
塔夏尔岭（英語：Tushar Mountains）是犹他州第三高的山脉（前两个分别是猶因塔山脈和拉萨尔山脉）。它位于鱼湖国家森林，其中德拉诺峰海拔12,174英尺（3,711） NAVD 88，是比佛縣、派尤特縣的最高峰，突起度4,689英尺（1,429）。尽管塔夏尔岭位于加利福尼亚州塞拉山脉、内华达州的斯内克岭中，它每年都有大量降雪。